# Mamonde
Mamonde (Hangul: 마몽드) là một thương hiệu mỹ phẩm và chăm sóc da của Hàn Quốc thuộc Tập đoàn mỹ phẩm AmorePacific.
Mamonde được thành lập bởi Amore Pacific vào năm 1991. Tên của thương hiệu bắt nguồn từ Ma Monde nghĩa là Thế giới của tôi trong Tiếng Pháp.

## Lịch sử
Năm 2005, Mamonde có chi nhánh tại Trung Quốc. Tính đến tháng 7 năm 2013, sản phẩm đã được tiêu thụ tại 900 chi nhánh cửa hàng và hơn 2,500 cửa hàng mỹ phẩm tại 270 thành phố của Trung Quốc.
Ngày 12 tháng 7 năm 2013, Mamonde mở cửa hàng chính tại Myeong-dong. Trong cùng tháng, thương hiệu cũng có mặt tại Thái Lan.

## Sản phẩm
Mamonde đa dạng về các sản phẩm chăm sóc da và trang điểm. Các sản phẩm có thành phần chiết xuất từ hoa trà, hoa sen và hoa nhài. Các sản phẩm nổi bật như Kem chống lão hóa, Advanced Self Control Massage Cream, Toner nước hoa hồng, Soft Bloom Makeup Base và Kem Total Solution Moisture.

## Đại diện thương hiệu
Năm 2011, nữ diễn viên Han Ji Min được chọn là người mẫu mới của Mamonde. Cùng năm đó, thành viên Choi Siwon của nhóm Super Junior's trở thành người mẫu nam đầu tiên của thương hiệu.
Tháng 3 năm 2012, thành viên Kwon Yuri của nhóm Girls' Generation's cùng với Siwon là người mẫu chính của Mamonde.
Ngày 2 tháng 4 năm 2014, nữ diễn viên Park Shin-hye trở thành gương mặt đại diện mới của Mamonde.